# Julia Gillard
Julia Eileen Gillard (født 29. september 1961 i Barry i Wales) er en australsk politiker, som 2010-2013 var premierminister i Australien. Hun er Australiens første kvindelige premierminister og den første udenlandskfødte siden Billy Hughes, som var premierminister 1915-1923.
Gillard blev valgt til Repræsentanternes hus for Australian Labor Party i Parlamentsvalget 1998. Efter parlamentsvalget i 2001 blev Gillard valgt til skyggeregeringen med ansvar for befolkning og immigration. Ansvaret for Forsoning og Urfolks anliggender og sundhed blev tilføjet i 2003. I 2006 blev Kevin Rudd valgt som leder af Labor og skyggeregeringen, og Gillard blev valgt som stedfortræder.
Gillard blev vicepremierminister efter labors valgsejr i 2007 og tjente også som minister for uddannelse, beskæftigelse og arbejdspladsrelationer. 24. juni 2010. Da Rudd mistede sit partis støtte og trådte af som leder, blev Gillard føderal leder af Australian Labor Party, og Premierminister.
Ved parlamentsvalget 2010 slog Gillards Laborregering, Abbott koalitionens skyggeregering og dannede en mindretalsregering med støtte fra Australian Greens og 3 løsgængere.
Efter en intern magtkamp i Australian Labor Party tabte hun den 26. juni 2013 valget til lederposten i partiet til udfordreren Kevin Rudd. Gillard annoncerede dagen efter, at hun forlod politik og trådte samtidig tilbage som premierminister.